# Myrmotherula grisea
Myrmotherula grisea là một loài chim trong họ Thamnophilidae.